# Нудельман, Рафаил Эльевич
Рафаил Эльевич (Элевич, Ильич) Нудельман (16 марта 1931, Свердловск, РСФСР, СССР — 6 октября 2017, Иерусалим, Израиль) — русский писатель, литературный критик и публицист, редактор, переводчик. Педагог-методист, кандидат педагогических наук. Один из первых переводчиков романов Станислава Лема на русский язык. С 1975 года жил и работал в Иерусалиме.

## Биография
Ребёнком остался без родителей (его мама Белла Блехман расстреляна в 1937 году), воспитывался в семье дяди и тёти (Эда Яковлевна и Илья Ефимович Нудельман, оба экономисты) в Одессе. В 1948—1953 годах учился на физико-математическом факультете Одесского университета, по окончании которого в 1953—1954 годах преподавал физику в 8—10 классах средней школы № 4 города Белгорода-Днестровского Одесской области. В 1954—1957 годах работал конструктором КБ Одесского судостроительно-судоремонтного завода, был рентгенологом лаборатории, занимаясь дефектоскопией и спектральным анализом. В 1957—1960 годах учился в аспирантуре при кафедре теоретической физики Ленинградского государственного педагогического института по теме физика полимеров и биополимеров под руководством профессора М. В. Волькенштейна.
В 1960—1966 годах преподавал теоретическую физику в пединституте Мурома, а в 1966—1969 годах, будучи старшим преподавателем кафедры теоретической физики, преподавал во Владимирском государственном педагогическом институте имени П. И. Лебедева-Полянского. В 1969 году в ЛГПИ защитил диссертацию на степень кандидата педагогических наук по теме «Изложение теории относительности в средней школе». С 1969 года занимался литературной работой по договорам.
С апреля 1974 года по июнь 1975 года работал старшим научным сотрудником Владимиро-Суздальского музея-заповедника с должностными обязанностями литературного редактирования и обработки музейных текстов.
В 1960-х годах был активным участником группы молодых фантастов Москвы и Ленинграда (А. и Б. Стругацкие, А. Мирер, Е. Парнов). Известность снискал в качестве критика-фантастоведа, автора большого количества статей, рассматривающих актуальные проблемы советской научной фантастики. Его перу принадлежат научно-фантастические романы «В Институте Времени идёт расследование» и «Вселенная за углом» (в соавторстве с А. Г. Громовой). Один из первых русских переводчиков романов Станислава Лема. В конце 1960-х годов группа была разгромлена.
Был участником еврейского самиздата. Соредактор журнала «Евреи в СССР» (совместно с И. Д. Рубиным).
В 1975 году эмигрировал в Израиль. Главный редактор израильских журналов «Сион» (1976—1978) и «22» (1978—1994). Автор научно-популярных книг на историческую тему.
С 1985 года был членом редколлегии журнала Science Fiction Studies (США—Канада) .
В 1983—1987 годах работал израильским (иерусалимским) корреспондентом «Радио Свобода». Выступал под псевдонимом «Рафаил Блехман». Несмотря на глушение западных радиостанций, был хорошо известен советским радиослушателям.
В 2003—2005 годах — соредактор (совместно с Э. С. Кузнецовым) литературно-художественного альманаха «Нота Бене». Был автором еженедельной научно-популярной рубрики «Четвёртое измерение» (израильская газета «Вести») и многочисленных статей в журнале «Знание — сила».

## Семья
Был женат на Алле Фурман, которая была его соавтором.

### Художественная проза
- [lib.ru/RUFANT/GROMOWA/timeinst.txt В Институте Времени идёт расследование] (соавтор: Ариадна Громова). М.: Детская литература, 1973.
- Вселенная за углом (соавтор: Ариадна Громова) (1971).
- Трижды тридцатое июня (повесть).

### Научно-популярная проза
- Загадки, тайны и коды Библии. Изд-во «Феникс», Россия, 2005
- Загадки, тайны и коды человеческой истории Изд-во «Феникс», Россия, 2006
- Загадки Кумрана. Библейские истории для взрослых. Изд-во «Феникс», Россия, 2007
- Загадки Троянской войны Изд-во «Феникс», Россия, 2007
- Загадки, тайны и коды жизни. Изд-во «Феникс», Россия, 2007
- Семейные тайны Корана. Изд-во «Феникс», Россия, 2007
- Библейская археология. Научный подход к тайнам тысячелетий. Изд-во «Феникс», Россия, 2008
- Загадки, тайны и коды нашего тела. Занимательная физиология человека. Изд-во «Феникс», Россия, 2008
- Мосад, Аман и все такое (под псевдонимом Рафаил Блехман) Изд-во «Феникс», Россия
- Тайные ходы природы. Как гены-заики и другие чудеса ДНК определяют пути эволюции. Изд-во «Ломоносовъ», Россия, 2013, 368 с. ISBN 978-5-91678-183-0
- Неизвестное наше тело. О полезных паразитах, оригами из ДНК и суете вокруг гомеопатии… Изд-во «Ломоносовъ», Россия, 2014, 240 с. ISBN 978-5-91678-203-5
- Прогулки с Библией. Изд-во «Ломоносовъ», Россия, 2014, 240 с. ISBN 978-5-91678-211-0

### Участие в межавторских проектах
- Сборники «Неизвестные Стругацкие»
- Сборник «Фантастика Стругацких» (2009)

### Основные переводы

#### С польского
- Ежи Жулавский. На серебряной планете (совместно с А. Громовой), 1969, изд-во «Мир», Москва.
- Станислав Лем. Возвращение со звезд (совместно с Е. Вайсбротом), изд-во «Молодая гвардия», Москва.
- Станислав Лем. Испытание. Патруль. Дознание. Фиаско (в различных сборниках переводных произведений С. Лема).
- Станислав Лем. Глас Неба (совместно с А. Громовой), изд-во «Мир», Москва.
- Станислав Лем. Дневник, найденный в ванной (в журнале «22»). Провокация (в журнале «22»).
- Марек Хласко. Хамсин над Хайфой (повесть). Рассказы (в журнале «22»).

#### С английского
- Макс Даймонт. Евреи, бог и история. (первоначально в изд-ве «Библиотека Алия». Иерусалим, переиздание — 2009 г. изд-во «Мосты культуры») англ.
- Зигмунд Фрейд. Этот человек Моисей, или Моисей и монотеизм. 2005 (в книге «Загадки, тайны и коды Библии») [www1.lib.ru/PSIHO/FREUD/moisej.txt_Ascii.txt]
- Й.-Х. Йерушалми. Зкор, или еврейская память и еврейская история. 2004, изд-во «Мосты культуры»
- Хаим Вейцман, Поиски и ошибки (автобиография первого президента Израиля). Изд-во «Библиотека Алия»
- Артур Грин. Страдающий наставник (жизнь и учение Нахмана из Брацлава). 2007, изд-во «Мосты культуры».
- Генри Мартин Роберт. «Азы парламентской культуры», издательство «Liberty Publishing House»

#### Сиврита— совместно сАллой Фурман
- Меир Шалев. «Эсав» (роман). «В доме своем в пустыне» (роман). «Русский роман» (роман). «Как несколько дней» (роман). «Мальчик и голубь» (роман). «Фонтанелла» (роман). «Впервые в Библии» (эссеистика). «Дело было так» (повесть). «Секреты обманчивых чудес» (эссе о литературе). «Вышли из леса две медведицы» (роман). Изд-ва «Текст» — «Книжники» (Москва), 2001—2015.
- А.-Б.Иегошуа. «Путешествие на край тысячелетия» (роман), изд-во «Мосты культуры» (Иерусалим), 2003. «Пять времен года» (роман), изд-во «Текст» (Москва), 2007. «Смерть и возвращение Юлии Рогаевой» (повесть), изд-во «Текст» (Москва), 2008.
- Ш.-И. Агнон. «До сих пор» (роман), 2012, изд-ва «Текст» — «Книжники» (Москва). «Под знаком Рыб» (рассказы), 2014, изд-ва «Текст» — «Книжники» (Москва). «Путник, зашедший переночевать» (роман), 2016, изд-ва «Текст» — «Книжники».
- Давид Гроссман. «Дуэль» (повесть), 2011, изд-во «Книжники» (Москва).
- Ури Орлев. «Беги, мальчик, беги» (повесть), 2012; «Человек с другой стороны» (повесть), 2017, изд-ва «Текст» — «Книжники» (Москва).

### Избранные статьи
- Фантастика Александра Беляева (1963)
- И вечный бой (1964)
- Возвращение со звезд (1964)
- Разговор в купе (1964)
- Трагедия Арефьева: (О сб. М. Емцева и Е. Парнова «Уравнение с бледного Нептуна») (1965)
- Фантастика Рэя Бредбери (1965)
- Фантастика и научная картина мира (1966)
- Фантастика и научный прогресс (1966)
- Фантастика, рождённая революцией (1966)
- К спорам о фантастике (Соавтор: Ариадна Громова) (1967)
- Воображение «по правилам» (1968)
- Мысль ученого, образ художника (1970)
- О фантастическом детективе, о свойствах времени, о двойной логике и о многом другом (Соавтор: Ариадна Громова) (1973)
- Сквозные мотивы фантастики Ле-Гвин (1978)
- Лабиринт и подмена: (Некоторые аспекты творчества С. Лема) (2005)
- Об Аркадии Стругацком (2005)

### Составитель сборников фантастики
- Трижды тридцатое июня. Повести и рассказы. M., «Мир», 1969
- Космический госпиталь (произведения о внеземных формах жизни) M., «Мир», 1972